# Lebo-Mera (Ort)
Lebo-Mera (Lebumera, Lehumera) ist eine osttimoresische Siedlung im Suco Foho-Ai-Lico (Verwaltungsamt Hato-Udo, Gemeinde Ainaro).

## Geographie
Das Dorf Lebo-Mera befindet sich im Zentrum der Aldeia Lebo-Mera auf einer Meereshöhe von 204 m. Nördlich liegt Beikala, der Hauptort des Sucos, durch den die südliche Küstenstraße Osttimors führt, die hier weiter landeinwärts verläuft. Östlich von Lebo-Mera fließt der Caraulun, der Grenzfluss zum Suco Betano. Eine kleine Straße führt südlich in das kleinere Dorf Lale.